# Ингрид Рагнвальдсдоттир
Ингрид Рагнвальдсдоттир (швед. Ingrid Ragnvaldsdotter, др.-сканд. Ingiríðr Rögnvaldsdóttir) — шведская принцесса из династии Стенкилей, внучка короля Швеции Инге Старшего, супруга короля Норвегии Харальда IV Гилли, мать короля Швеции Магнуса Хенриксена и короля Норвегии Инге Горбуна.

## Биография
Ингрид была дочерью Рагнвальда, единственного сына шведского короля Инге Старшего, умершего, вероятно, ещё при жизни отца.
Тетка Ингрид, Маргарет Фредкулла, организовала её свадьбу с племянником своего мужа, датского короля Нильса, Хенриком Скаделаром. Несмотря на рождение нескольких сыновей брак оказался несчастливым. Ингрид пыталась сбежать от мужа вместе с любовником, но была поймана. В причастности к побегу Хенрик обвинил своего кузена Кнуда Лаварда, сына короля Эрика I. В 1131 году Хенрик Скаделор стал соучастником убийства Кнуда Лаварда. Это преступление привело к восстанию против короля Нильса, которое возглавил единокровный брат Кнуда Эрик Эмуне. В июне 1134 года состоялось решающее сражение, в котором Эрик Эмуне разбил войска Магнуса Сильного, сына короля Нильса. Магнус и Хенрик Скаделор погибли.
Овдовевшую Ингрид взял в жены союзник Эрика Эмуне норвежский король Харальд Гилли. В 1135 году у них родился сын Инге. Одновременно Харальд Гилли сожительствовал с женщиной по имени Тора Гуттормсдоттир. В декабре 1136 года король, ночевавший у Торы, был убит своим соперником в борьбе за власть Сигурдом Слембе. Новыми королями были провозглашены младенец Инге, сын Ингрид, и его трехлетний брат Сигурд, сын Торы.
Третьим мужем Ингрид стал Арне Иварссон из Стодрейма, названный в саге «отчимом конунга» Инге. Кроме того у Ингрид был внебрачный сын от некоего Ивара Прута. В качестве матери короля Инге Ингрид принимала активное участие в его борьбе за власть с многочисленными соперниками. Впоследствии старший сын Ингрид от Хенрика Скаделора, Магнус, на короткое время сумел стать королём Швеции. Однако в феврале 1161 года Инге и Магнус, один в Норвегии, другой в Швеции, были убиты. О дальнейшей судьбе Ингрид ничего не известно.

## Браки и дети
1. Хенрик Скаделар (ум. 1134), внук датского короля Свена II. Дети:
  1. Магнус (ум. 1161), король Швеции (1160—1161)
  2. Рагнвальд (ум. 1161)
  3. Кнуд (ум. 1162)
  4. Бурис (ум. 1167), ярл в Ютландии
  5. Йохан (ум 1161)
2. Харальд IV Гилли (ум. 1136), король Норвегии (1130—1136). Сын:
  1. Инге Горбун (1135—1161), король Норвегии (1136—1161)
3. Арне Иварссон из Стодрейма. Дети:
  1. Инге
  2. Николас (ум. 1225), епископ Осло
  3. Филипп
  4. Маргарита, мать Филиппа Симонссона

От связи с Иваром Прутом — сын Орм Иварссон.